# Ocean Majesty
Die Ocean Majesty ist ein ehemaliges Kreuzfahrtschiff der Reederei Majesty International Cruises.

## Geschichte
Das Schiff wurde als Ro-Ro-Fähre Juan March in Spanien gebaut. Der Stapellauf fand am 4. Dezember 1965 statt, im Juli 1966 wurde die Juan March in Dienst gestellt. 1989 wurde es zum Kreuzfahrtschiff umgebaut und als solches mehrfach umbenannt. Seit 2003 fährt die Ocean Majesty unter portugiesischer Flagge.
Während der meisten Zeit des Jahres war das Schiff an den Reiseveranstalter Page & Moy verchartert. Ab 2013 fuhr es in den Sommermonaten für den deutschen Veranstalter Hansa Touristik. Das Schiff diente ab März 2015 vorübergehend als Hotelschiff beim Ausbau des Suez-Kanals und nahm zur Sommersaison den Betrieb bei Hansa Touristik wieder auf.
Im August 2023 wurde die Ocean Majesty seitens der Reederei Majestic International Cruises aus der Fahrt genommen und als Unterkunftsschiff für 300 Flüchtlinge nach Velsen-Noord am Nordseekanal gebracht. Es folgte dort der zuvor als Unterkunft für Flüchtlinge genutzten Silja Europa, die Anfang Juli 2023 nach Rotterdam verlegt worden war. Diese Verwendung sollte ursprünglich im August 2025 ein Ende finden, da das Schiff für den Zweck überdimensioniert und die Kosten nicht tragbar seien. Der Chartervertrag wurde jedoch bis mindestens Juli 2026 verlängert.

## Zwischenfälle
Am 8. August 2007 wurde die Ocean Majesty beim Manövrieren im Geirangerfjord von einer Windbö gegen ein anderes Kreuzfahrtschiff gedrückt. Wegen der Beschädigungen mussten die Passagiere das Schiff verlassen, es fuhr leer zur Werft.

## Schwesterschiff
Die Ocean Majesty hatte mit der Las Palmas de Gran Canaria ein Schwesterschiff, welches im Jahr 1986 ebenfalls zum Kreuzfahrtschiff umgebaut wurde. Am 29. Juni 2005 kenterte das Schiff als Royal Pacific im Hafen von Kaohsiung auf Taiwan und wurde anschließend aus dem Register gestrichen.